# Westerwolds raaigras

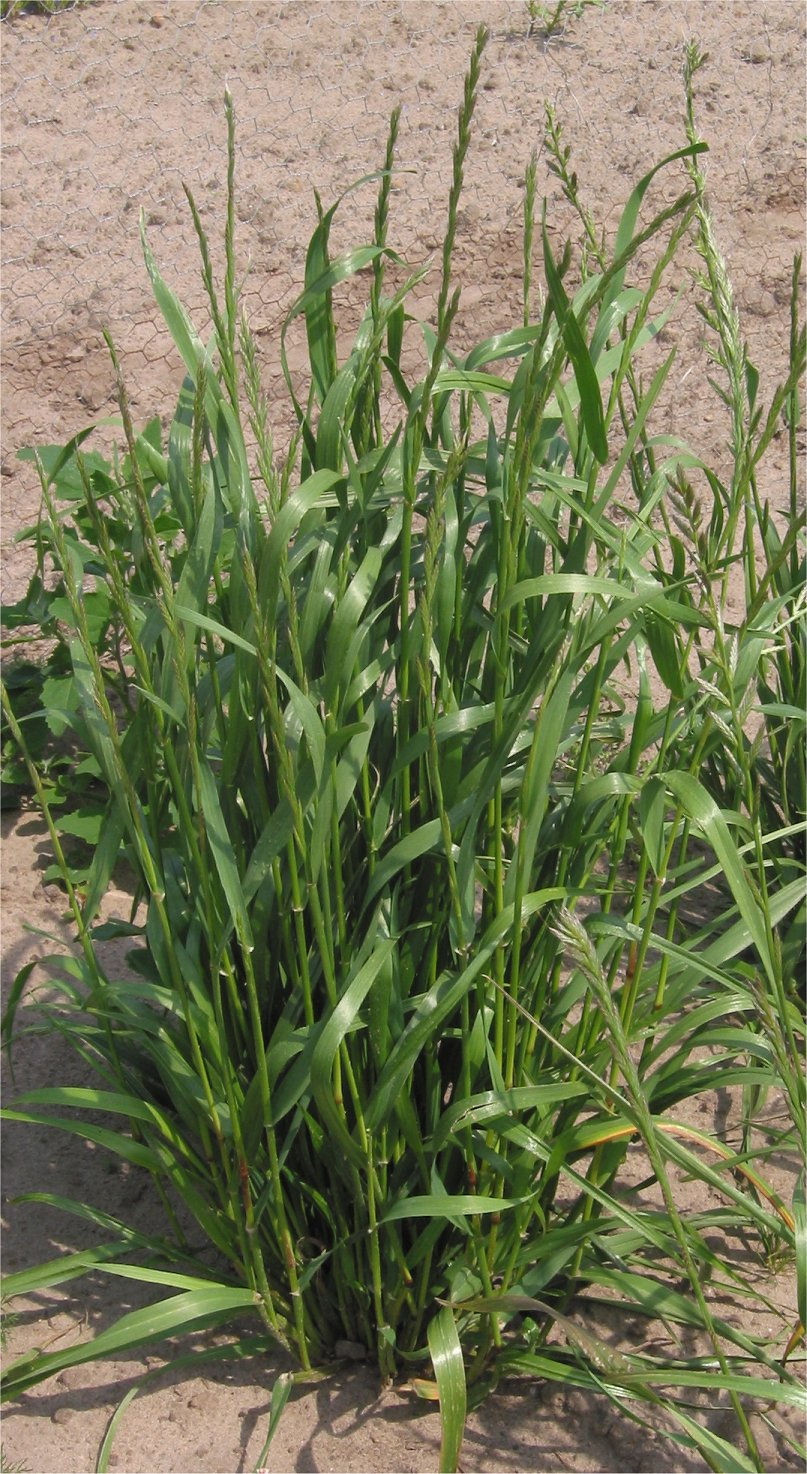
Westerwolds raaigras

Westerwolds raaigras is een eenjarige plant uit de grassenfamilie (Gramineae of Poaceae).
Westerwolds raaigras is in Westerwolde uit Italiaans raaigras (Lolium multiflorum) geselecteerd. Blijhamster boeren kregen vermoedelijk zaad van Italiaans raaigras van de toenmalige burgemeester Borgesius van Oude-Pekela (1860-1880). Hiervan werd al in het jaar van uitzaai zaad gewonnen en zo werd geselecteerd naar het 1-jarige type. Winschoter tuinders kochten het zaad van de boeren en verhandelden dat onder de naam Westerwolds raaigras.

Er zijn zowel diploïde als tetraploïde rassen. De tetraploïde rassen hebben breder en donkergroener blad dan de diploïde. 
De plant wordt 30 tot 100 cm hoog. De gladde stengels staan rechtop. De bladeren zijn in de schede nog opgerold (bij Engels raaigras gevouwen) en aan de bovenkant een klein beetje ruw. Op de overgang van bladschijf naar bladschede zitten een  tongetje (ligula) en oortjes. Het tongetje is zoomvormig en tot 1,5 mm lang.
Westerwolds raaigras bloeit half juni. Het 'Westerwolds raaigras landras' bloeit maar één keer en gaat dan dood. Andere rassen kunnen 5 tot 6 keer gemaaid worden en kunnen na elke keer maaien in bloei komen. De bloeiwijze is een platte aar met een heen en weer gebogen, ruwe spil. De aar buigt meestal over. De aartjes hebben 10 tot 20 bloempjes en zijn ten minste twee keer zo lang als de kelkkafjes. De kelkkafjes zijn ongeveer 6 mm lang. Het onderste kroonkafje (lemma) is ongeveer 6,5 mm lang en heeft een 5 tot 10 mm lange kafnaald. De meeldraad heeft bleekgele, 4 mm lange helmhokjes. De vrucht is een graanvrucht.

## Gebruik
Westerwolds raaigras wordt soms nog gebruikt voor eenjarig grasland dat dan meestal gemaaid wordt. Het heeft een zeer snelle beginontwikkeling. Het is zeer smakelijk voor het vee en heeft voor de bloei een hoge voederwaarde. Westerwolds raaigras wordt als hoofdgewas zeer vroeg in het voorjaar gezaaid. Westerwolds raaigras kan kweek onderdrukken.
Daarnaast wordt het onder graan gezaaid voor gebruik als groenbemesting en groenvoeder (zogenaamd stoppelgewas). Bij zeer vroege stoppelzaai kunnen de planten van de vroeg doorschietende rassen nog zaad vormen. Ook kan Westerwolds raaigras in de eerste helft van augustus nog gezaaid worden en kan dan één keer gemaaid worden of voor groenbemesting worden gebruikt.

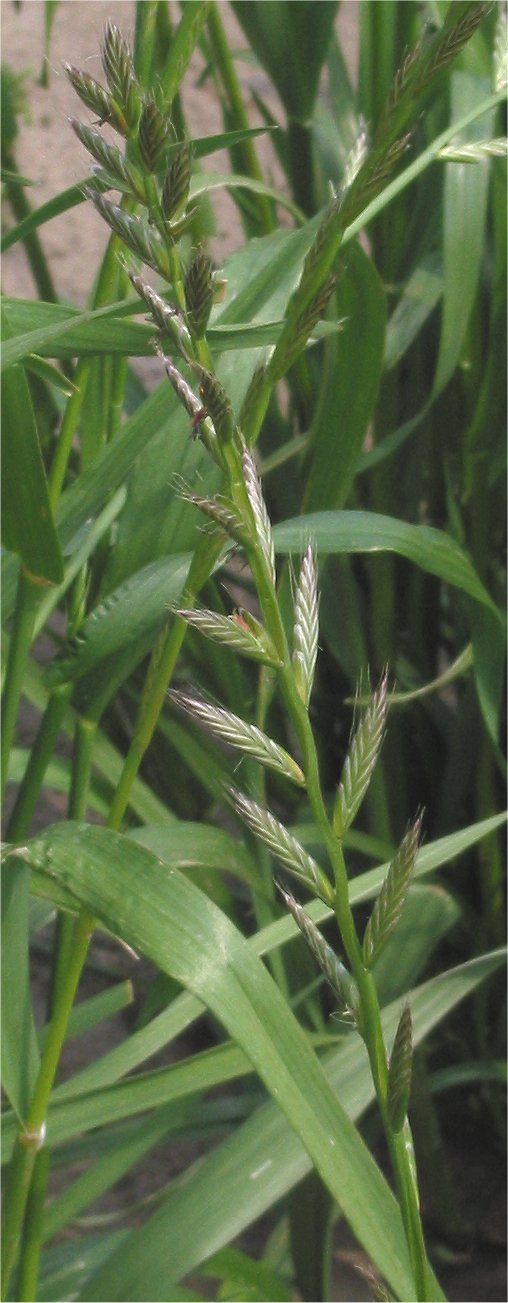
Westerwolds raaigras
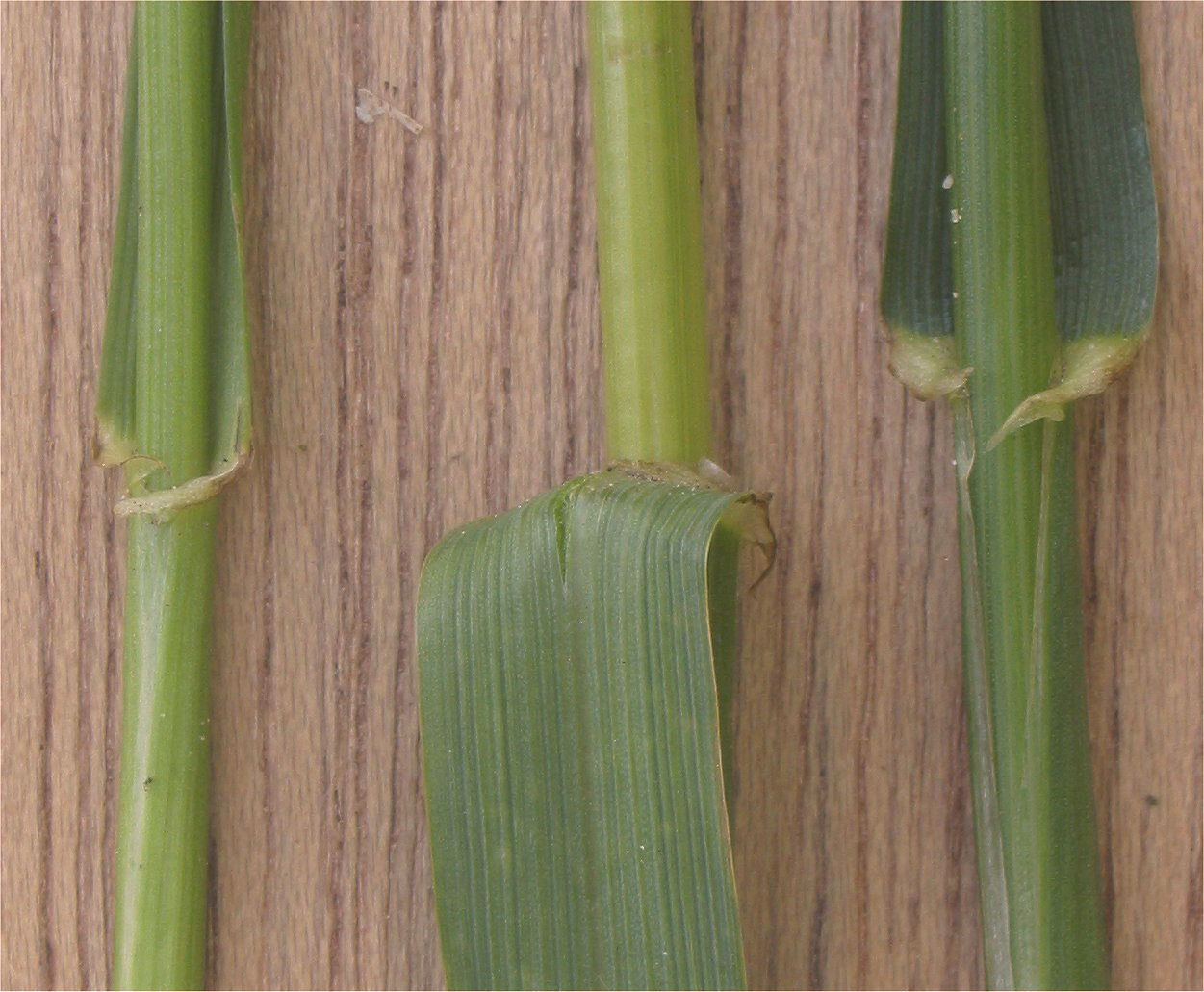
tongetje en oortjes
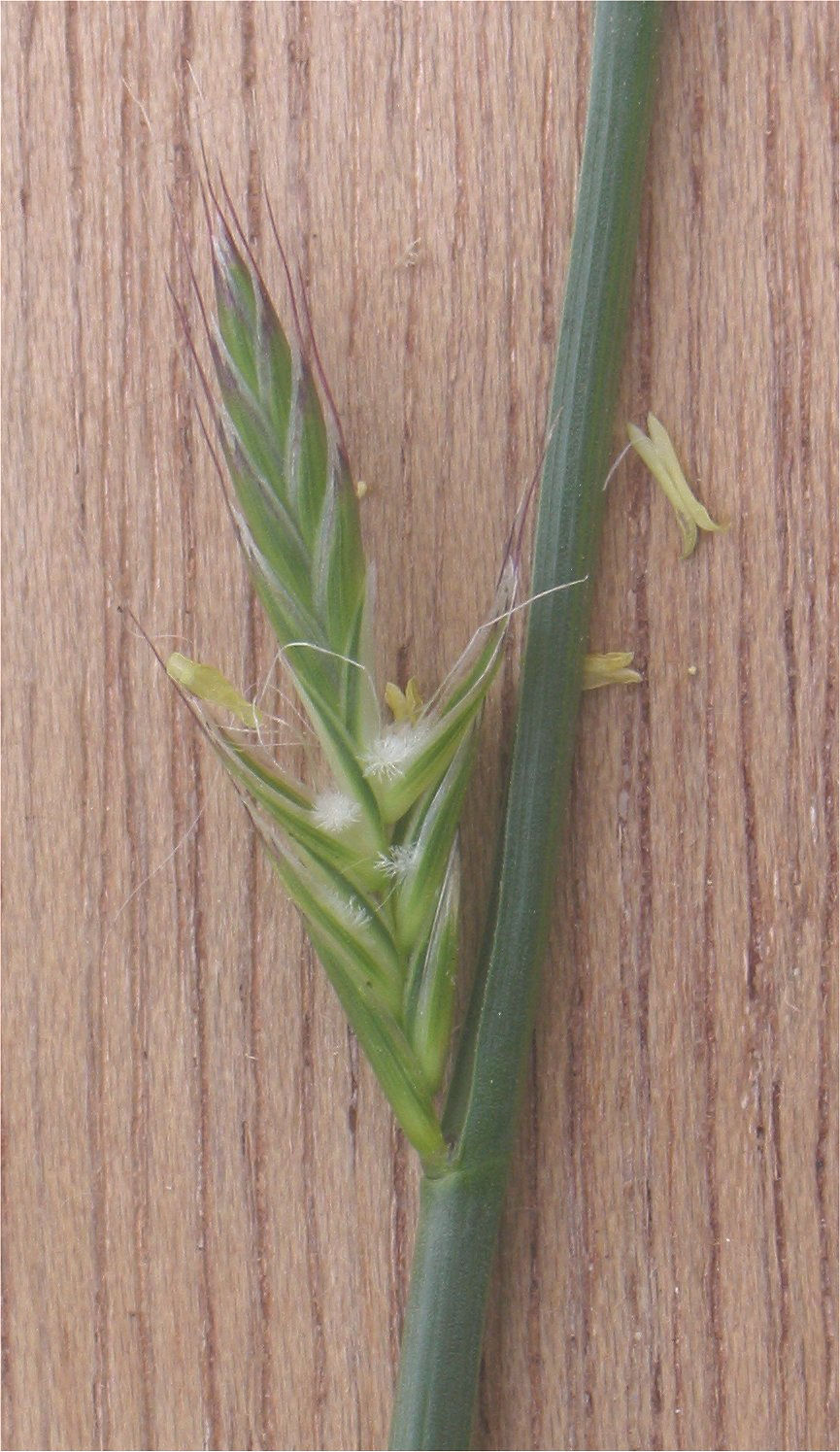
Aartje